# Mesembriornis
Mesembriornis is een geslacht van uitgestorven middelmatig grote (1,5 meter hoog) schrikvogels (Phorusrhacidae). Het geslacht leefde van het late Mioceen tot het einde van het Plioceen (ongeveer 11-2 miljoen jaar geleden) op de vlakten van Oost- en Noordwest-Argentinië. Samen met de Noord-Amerikaanse Titanis is Mesembriornis een van de langst overlevende schrikvogels.
Het geslacht is het enige lid van de onderfamilie die naar hem benoemd werd: mesembriornithinae.
Tegenwoordig worden nog twee soorten geaccepteerd: Mesembriornis incertus en Mesembriornis milneedwardsi. De soorten Mesembriornis studeri en Mesembriornis quatrefragesi worden namelijk tegenwoordig gezien als synoniemen voor Phorusrhacos longissimus.

## Ontdekking en naamgeving
De eerste fossielen van Mesembriornis werden gevonden door een expeditie van het Museo de la Plata naar Monte Hermoso, een locatie aan de zuidoosterse kust van de provincie Buenos Aires. Het holotype bestaat uit een 37 cm lang fragment van de tibiotarsus, een kuitbeen, dijbeen en opperarmbeen en een halswervel. Dit materiaal werd in 1889 voor de eerste keer beschreven door Francisco Moreno, toen de directeur van het Museo de la Plata. Hij gaf het de naam Mesembriornis milneedwardsii, ter ere van de Franse zoöloog Alphonse Milne-Edwards, de auteur van een monumentaal werk over fossiele vogels uit Frankrijk.

## Beschrijving
M. incertus leek qua bouw erg op Patagornis en Andalgalornis (ongeveer 1,4 meter hoog). M. milneedwardsi daarentegen was minstens 20% groter en zwaarder. Het gewicht van deze soort is berekend op 70 kg en hoogte van de rug tussen 1,1 en 1,2 meter. Het hoofd zou dan, wanneer het goed omhoog gehouden werd, op een hoogte van bijna 1,7 meter gehouden zijn.
Het bovenkaakbeen is relatief laag, vooral in het midden, en rostraal verlengd. De symfyse van de onderkaak (symphysis mandibulae) is kort en vrij laag. Op de tibiotarsus is de top van de condylus internus (knobbel) uitgesprokener en aan de proximale kant gebogen, waardoor er een scherpere hoek gevormd wordt met de diafyse. Het geslacht is het slankst van alle schrikvogels, waarbij de tarsometatarsus een lengte van 80 tot 85% van de lengte van de tibiotarsus bereikt. De middelste trochlea is aan het distale einde gespreid, met een breedte gelijk aan of groter dan de kleinste diameter van de diafyse.

## Snelheid
In september 2005 werd een studie verricht door R. Ernesto Blanco en Washington W. Jones, waarin getracht werd een berekening te maken van de topsnelheid van 3 soorten schrikvogels: Mesembriornis milneedwardsi, Patagornis marshi en een niet nader gespecificeerde soort uit de onderfamilie Phorusrhacinae. Hierbij werd een sterkte-analyse van de botten gedaan, die vervolgens gerelateerd werd aan de krachten die bij verschillende loopsnelheden ontstaan. De gebruikte methode voorspelde accuraat de snelheden van een struisvogel, emoe en Rhea. Voor Mesembriornis werd een topsnelheid van 97 km/h berekend. Dezelfde berekeningen gaven echter voor Anomalopteryx, een soort moa, een topsnelheid van 112 km/h, terwijl men uit beschrijvingen weet dat moa's erg trage dieren waren. De berekeningen aan Mesembriornis zijn gebaseerd op de enkele beschikbare botfragmenten, wat de onzekerheid over de uitkomst groter maakt.

### Discussie over de leefwijze
Op basis van de extreme resultaten (97 km/u is sneller dat de gemeten topsnelheid van een struisvogel), zijn volgens de studie 2 hypothesen mogelijk:
- Volgens de eerste, in de pers 'Cheeta of the Tertiary' genoemd, bereikte Mesembriornis inderdaad een snelheid van 97 km/h en joeg ongeveer zoals het huidige jachtluipaard (Eng: cheeta): die jaagt op kleinere zoogdieren en gebruikt zijn snelheid om ze in te halen. Ondersteuning voor deze hypothese komt uit de op basis van de botsterkte berekende topsnelheid.[3]
- Volgens een tweede hypothese, in de pers 'Bonecrushing Kicks' genoemd, zou de sterkte van de botten van Mesembriornis niet gerelateerd zijn aan een hoge loopsnelheid, maar aan krachten die tijdens sterke trappen ontstaan. Mesembriornis zou dus op zoogdieren van middelmatige grootte gejaagd kunnen hebben en zijn sterke beenspieren dan hebben gebruikt om zijn prooien te doden of om hun botten te breken en zo aan het voedzame beenmerg te komen. Ondersteuning voor deze hypothese komt uit de sterkte pur sang van de beenbotten van Mesembriornis.[3]